# Lafe Pence

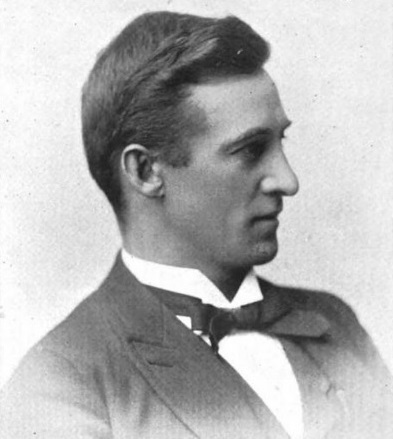
Lafe Pence

Lafayette „Lafe“ Pence (* 23. Dezember 1857 in Columbus, Indiana; † 22. Oktober 1923 in Washington, D.C.) war ein US-amerikanischer Politiker. Zwischen 1893 und 1895 vertrat er den ersten Wahlbezirk des Bundesstaates Colorado im US-Repräsentantenhaus.

## Werdegang
Lafe Pence besuchte die öffentlichen Schulen seiner Heimat und danach bis 1877 das Hanover College in Indiana. Nach einem anschließenden Jurastudium und seiner 1878 erfolgten Zulassung als Rechtsanwalt begann er in Columbus in diesem Beruf zu arbeiten. Im Jahr 1879 zog er nach Winfield in Kansas und 1881 nach Colorado, wo er sich in Rico niederließ und als Anwalt arbeitete.
Pence wurde Mitglied der Populist Party. Im Jahr 1885 wurde er in das Repräsentantenhaus von Colorado gewählt. Ab 1885 war er in Denver ansässig, wo er ebenfalls als Anwalt arbeitete. Von 1887 bis 1888 war Pence als Staatsanwalt im Arapahoe County tätig. Bei den Kongresswahlen des Jahres 1892 wurde er im ersten Distrikt von Colorado in das US-Repräsentantenhaus in Washington gewählt, wo er am 4. März 1893 die Nachfolge von Hosea Townsend antrat. Da er aber bei den folgenden Wahlen nicht bestätigt wurde, konnte er bis zum 3. März 1895 nur eine Legislaturperiode im Kongress absolvieren.
Nach seiner Zeit im Kongress zog Pence nach New York, wo er im Eisenbahngeschäft arbeitete. Später kehrte er zunächst nach Denver zurück, von wo er nach San Francisco und schließlich wieder nach Washington ging. In all diesen Städten arbeitete er als Anwalt. Lafe Pence war auch im Bergbau in Colorado und in Oregon engagiert. Er starb im Oktober 1923 in Washington und wurde in seinem Geburtsort Columbus beigesetzt.